# Woodston (Kansas)
Woodston – miasto w Stanach Zjednoczonych, w stanie Kansas, w hrabstwie Rooks.